# Macrosiphum impatientis
Macrosiphum impatientis är en insektsart som först beskrevs av Williams, T.A. 1911.  Macrosiphum impatientis ingår i släktet Macrosiphum och familjen långrörsbladlöss. Inga underarter finns listade i Catalogue of Life.